# Гурел
Гурел (фр. Gourhel) насеље је и општина у северозападној Француској у региону Бретања, у департману Морбијан која припада префектури Ван.
По подацима из 2011. године у општини је живело 606 становника, а густина насељености је износила 214,13 становника/km². Општина се простире на површини од 2,83 km². Налази се на средњој надморској висини од 80 метара (максималној 101 m, а минималној 62 m).

## Демографија
| 1962. | 1968. | 1975. | 1982. | 1990. | 1999. | 2011. |
| ----- | ----- | ----- | ----- | ----- | ----- | ----- |
| 157   | 177   | 257   | 366   | 418   | 402   | 606   |

График промене броја становника у току последњих година